# Mar Chiquita
Il Mar Chiquita (in spagnolo letteralmente piccolo mare) è un grande lago salato localizzato nella provincia di Cordoba nell'Argentina centrale. È anche conosciuto con il nome di mar del Ansenuza ed è una delle Sette meraviglie di Córdoba. L'UNESCO lo ha riconosciuto come Patrimonio dell'umanità.
È il più grande lago dell'Argentina e uno dei più grandi laghi salati endoreici del pianeta. La sua superficie, variabile ma tendente a diminuire, è attualmente di circa 6.000 km² (con un minimo storico registrato di 1.984 km²). Il volume d'acqua è indicativamente di circa 100 km³.

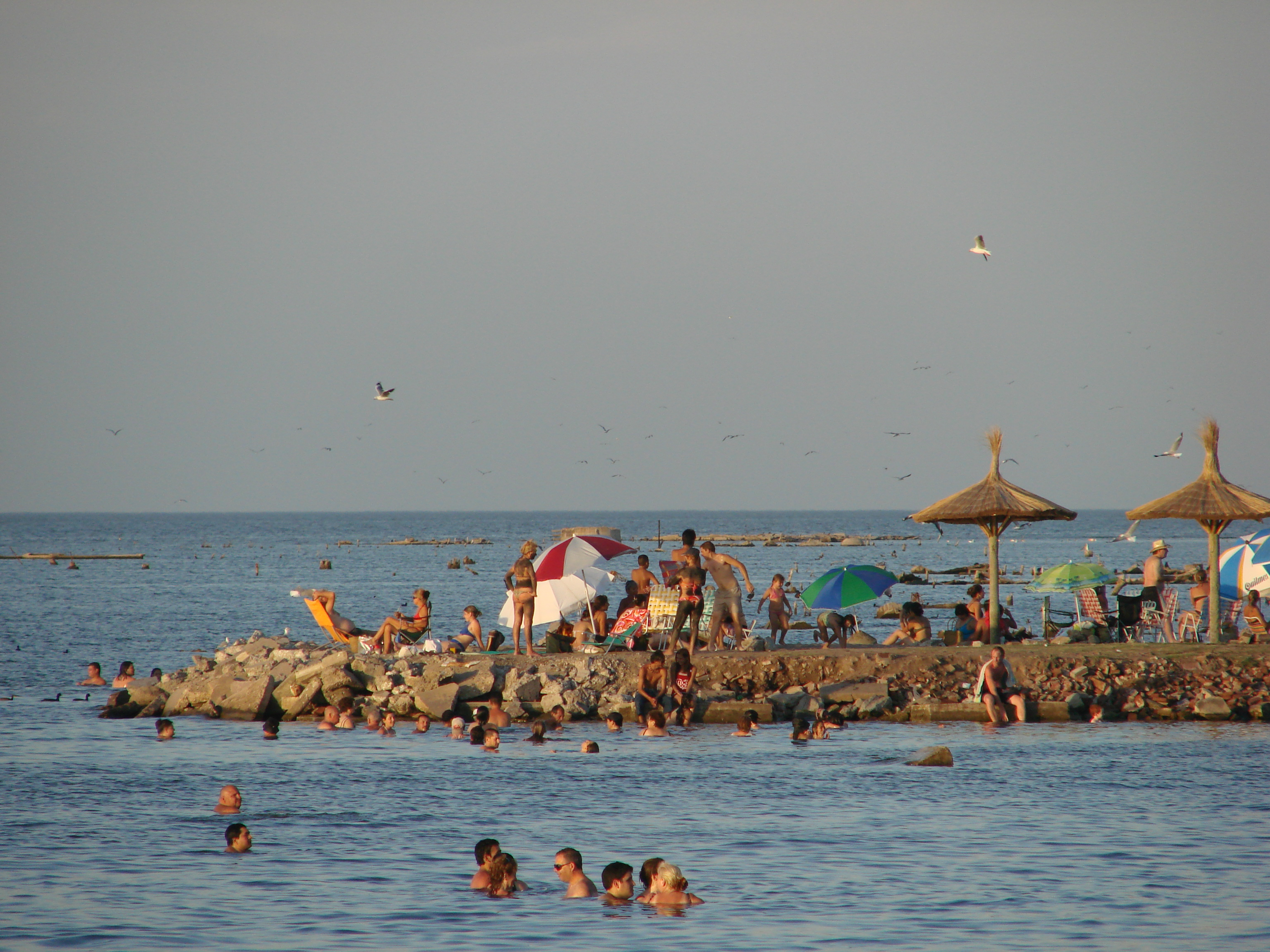
Miramar (Córdoba), la spiaggia in estate.
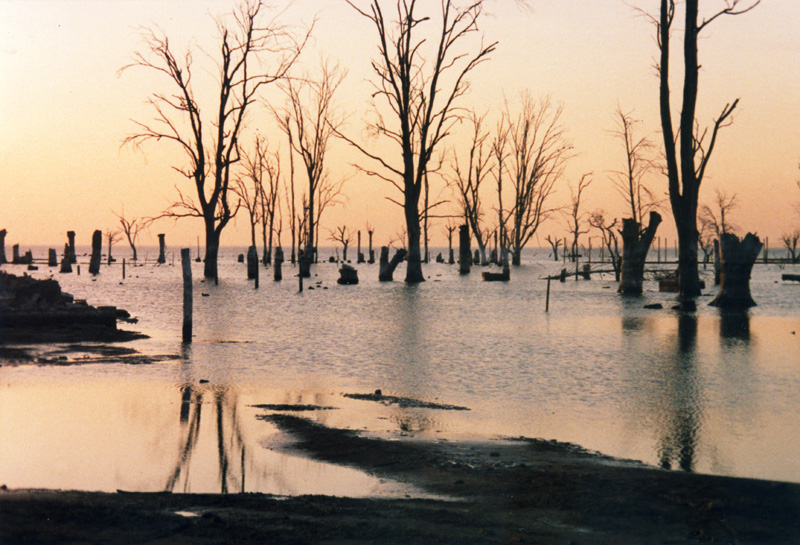
Mare di Ansenuza o la Mar Chiquita inondata in agosto dell'anno 1989.

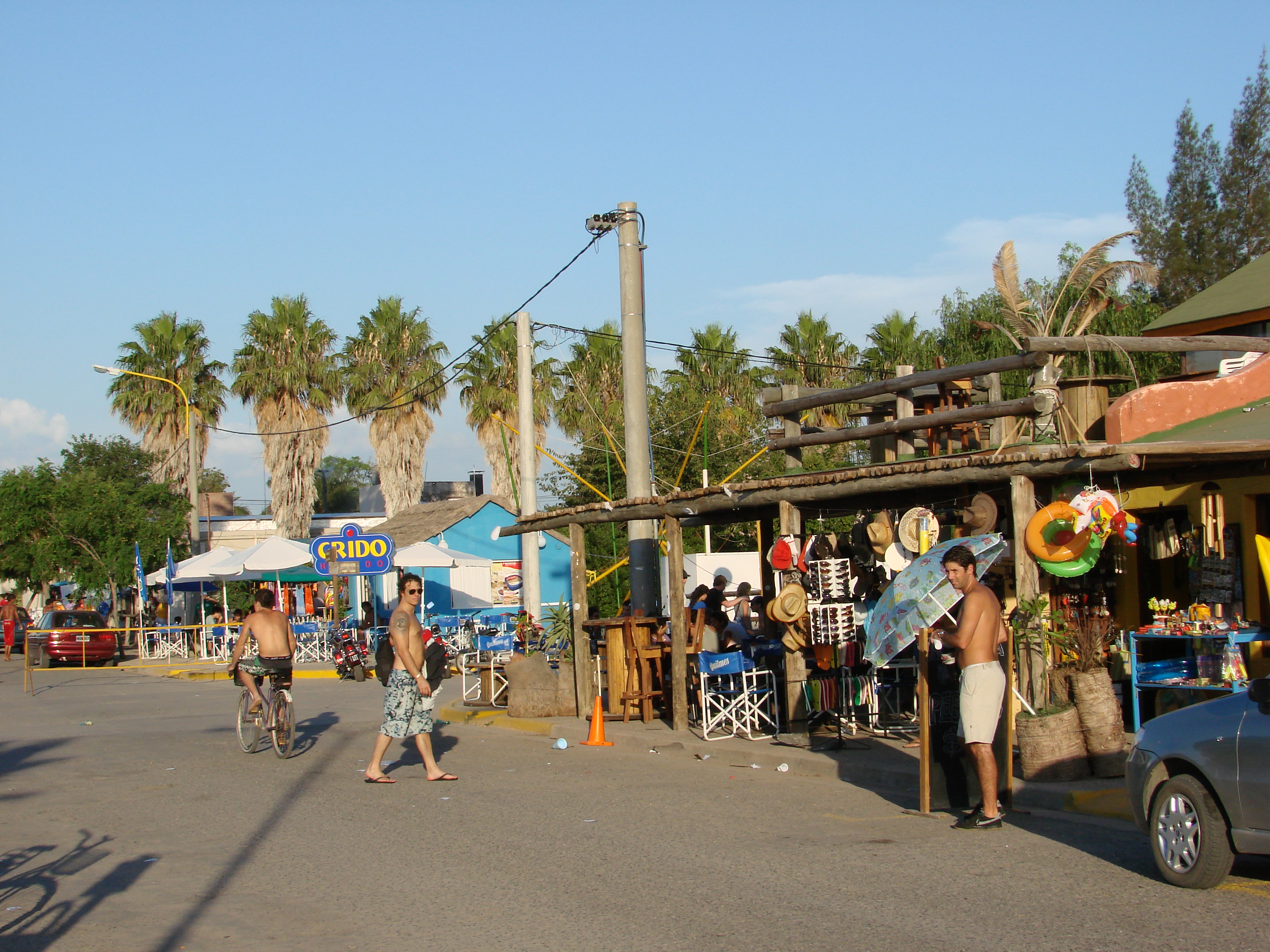
La strada costiera di Miramar nell'estate meridionale, Córdoba, Argentina.
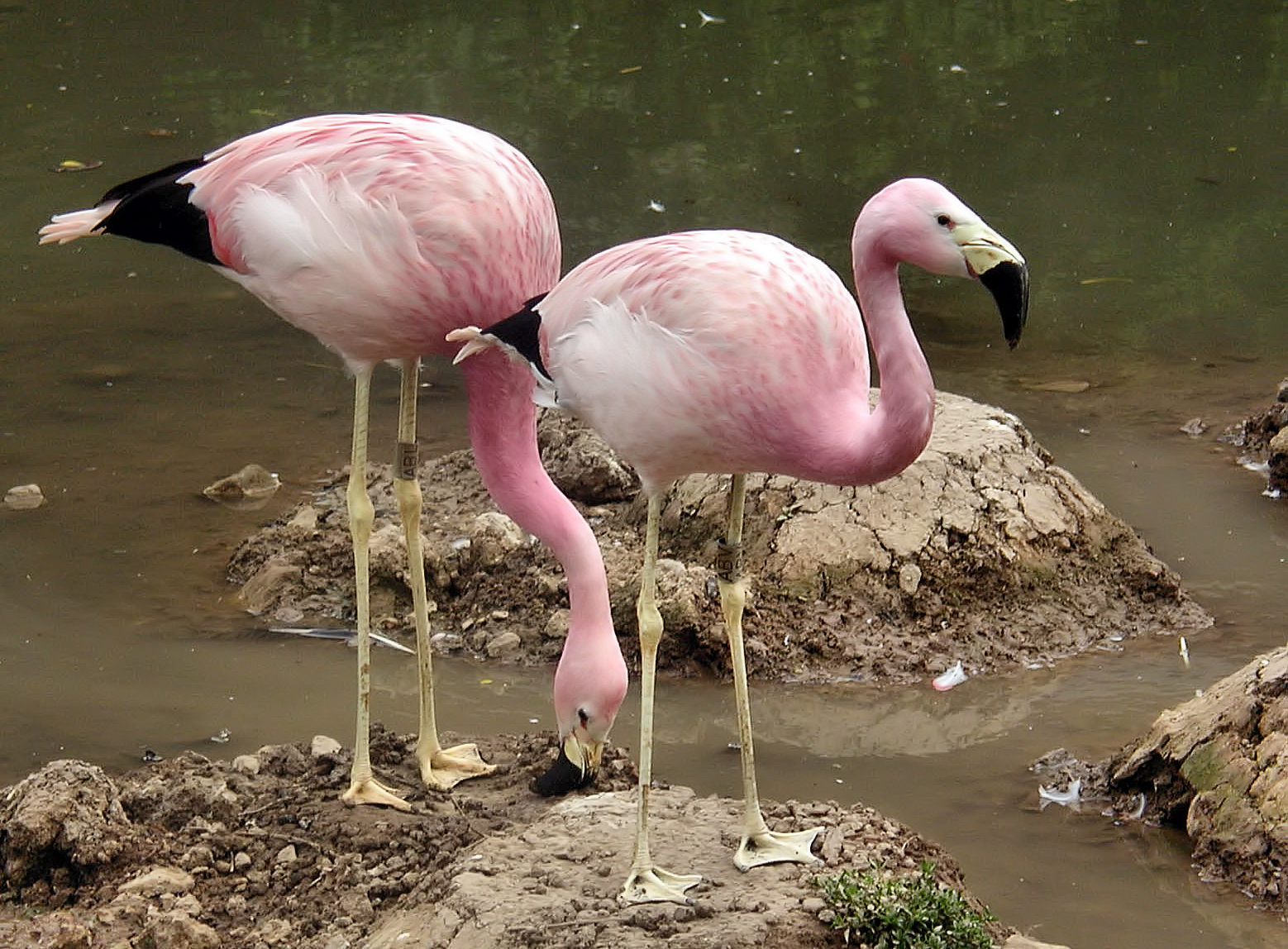
Paio di parinas grandes, specie caratteristica di Mar Chiquita.

Si trova nel nord-est della provincia di Córdoba, vicino al confine con le province di Santa Fe e Santiago del Estero.